# Люцерн (футбольний клуб)
«Люцерн» (нім. FC Luzern, фр. FC Lucerne) — швейцарський футбольний клуб з однойменного міста, заснований 1901 року. Виступає в Суперлізі.

## Досягнення
- Суперліга
  - Чемпіон (1): 1989

- Кубок Швейцарії
  - Володар кубка (3): 1960, 1992, 2021
  - Фіналіст (4): 1997, 2005, 2007, 2012

## Участь у єврокубках
| Сезон   | Турнір                 | Раунд      | Клуб                  | 1 матч | 2 матч | Результат      |
| ------- | ---------------------- | ---------- | --------------------- | ------ | ------ | -------------- |
| 1960–61 | Кубок володарів кубків | 1/4 фіналу | Фіорентіна            | 0–3    | 2–6    | 2–9            |
| 1986–87 | Кубок УЄФА             | 1Р         | Спартак (Москва)      | 0–0    | 0–1    | 0–1            |
| 1989–90 | Кубок чемпіонів        | 1Р         | ПСВ                   | 0–3    | 0–2    | 0–5            |
| 1990–91 | Кубок УЄФА             | 1Р         | МТК (Будапешт)        | 1–1    | 2–1    | 3–2            |
| 1990–91 | Кубок УЄФА             | 2Р         | Адміра Ваккер Медлінг | 0–1    | 1–1    | 1–2            |
| 1992–93 | Кубок володарів кубків | 1Р         | Левскі                | 1–2    | 1–0    | 2–2            |
| 1992–93 | Кубок володарів кубків | 2Р         | Феєнорд               | 1–0    | 1–4    | 2–4            |
| 1997–98 | Кубок володарів кубків | 1Р         | Славія (Прага)        | 2–4    | 0–2    | 2–6            |
| 2010–11 | Ліга Європи            | 3КР        | Утрехт                | 0–1    | 1–3    | 1–4            |
| 2012–13 | Ліга Європи            | Плей-оф    | Генк                  | 2–1    | 0–2    | 2–3            |
| 2014–15 | Ліга Європи            | 2КР        | Сент-Джонстон         | 1–1    | 1–1 дч | 2–2 (пен. 4:5) |
| 2016–17 | Ліга Європи            | 3КР        | Сассуоло              | 1-1    | 0-3    | 1-4            |
| 2017–18 | Ліга Європи            | 2КР        | Осієк                 | 0–2    | 2–1    | 2–3            |
| 2018–19 | Ліга Європи            | 3КР        | Олімпіакос            | 0–4    | 1–3    | 1–7            |